# Бакиле Корте (Сасари)
Бакиле Корте је насеље у Италији у округу Сасари, региону Сардинија.
Према процени из 2011. у насељу је живело 34 становника. Насеље се налази на надморској висини од 315 м.